# 松田元行
松田 元行（まつだ もとゆき）は、戦国時代から江戸時代初期にかけての武将。毛利氏家臣で長州藩士。知行は200石。旧名は廻神与四郎（めぐりかみ よしろう）。

## 生涯
弘治元年（1555年）、石見国の国人である佐波興連の三男として生まれる。
永禄5年（1562年）2月5日、福屋隆兼の次男の福屋次郎や福屋氏家老の神村下野守らが守る石見松山城攻めにおいて、毛利隆元に仕える従兄の廻神元正が18歳で戦死した。隆元は元正の死を深く惜しみ、同年4月27日に国司就信を使者として元正の父・就吉のもとへ派遣し、元行（当時は万鶴丸）に元正の後を継がせ、元正の給地であった6貫目の地と浮米15石を与えた。
文禄4年（1595年）3月12日、毛利輝元から「次郎左衛門尉」の官途名を与えられたが、慶長6年（1601年）9月1日にも「次郎左衛門尉」の官途名と「元」の偏諱を与えられている。この頃、輝元の意向により毛利秀就の傅役を任され、苗字を「廻神」から「松田」へと復した。
慶長10年（1605年）12月14日、同年の五郎太石事件の後に毛利氏家臣団や有力寺社の総勢820名が連署して毛利氏への忠誠や様々な取り決めを記した連署起請文において、238番目に「松田次郎左衛門尉」と署名している。
寛永4年（1627年）1月11日、秀就から「河内守」の受領名を与えられ、寛永12年（1635年）1月13日に嫡男の元継へ家督と200石の知行を譲った。
寛永20年（1643年）3月12日に89歳で死去。